# Armavir (Armênia)
Armavir (em armênio: Արմավիր) é uma cidade e comunidade municipal urbana localizada no oeste da Armênia, servindo como centro administrativo da província de Armavir. Em 1932, era designada pelo governo da República Socialista Soviética da Armênia como Sardarapate, e em 1992 foi renomeada para Armavir em referência à cidade antiga, capital do Reino da Armênia dos orôntidas. No censo de 2011, a população da cidade era de 29 319, abaixo dos 32 034 relatados no censo de 2001.

## Nome
A etimologia precisa do nome Armavir é disputada. A tradição histórica preservada na História da Armênia de Moisés de Corene atribuiu a fundação da cidade antiga ao mítico Arameis, que também lhe deu seu nome em sua honra. Armen Petrosyan sugeriu que tanto Armavir, como Armazi, no antigo Reino da Ibéria, derivam da divindade lunar hitito/luvita Arma, cujo nome aparece num grande número de nomes pessoais teofóricos (por exemplo, Armaziti, "Homem de Arma").